# Atractus trihedrurus
Espèce
Atractus trihedrurus est une espèce de serpents de la famille des Dipsadidae.

## Répartition
Cette espèce est endémique du Brésil. Elle se rencontre entre 500 et 1 400 m d'altitude dans les États de São Paulo, du Paraná et de Santa Catarina.

## Description
Le plus grand mâle mesure 818 mm dont 83 mm pour la queue et la plus grande femelle 1 085 mm dont 75 mm pour la queue.

## Publication originale
- Amaral, 1926 : Novos gêneros e expécies de ophidios brasileiros. Arquivos do Museu Nacional do Rio de Janeiro, vol. 26, p. 1-27.